# Jean Jacques Caffieri
Jean-Jacques Caffieri, nacido el 29 de abril de 1735 en París y fallecido el 22 de junio de 1792, fue un escultor francés.

## Datos biográficos
Formaba parte de una familia de escultores italianos, emigrados durante la regencia de Mazarino. Su padre Jacques Caffieri y su hermano Philippe Caffieri ejercieron la misma profesión. Se quedó soltero y no tuvo hijos.
Pensionado en la Villa Médicis de Roma de 1749 a 1753, fue agregado a la Academia real de Pintura y Escultura de Francia en 1757. Fue alumno de François Lemoyne. Durante su estancia en Roma, coincidió con Charles-Louis Clérisseau, Julien-David Le Roy, Gabriel-François Doyen, Louis Lagrenée, Augustin Pajou y Jean-Baptiste Vallin de La Mothe.
Realizó los retratos o bustos de numerosos hombres ilustres, entre los que se destacan Pierre Corneille, una de sus obras más famosas, Thomas Corneille, Philippe Quinault, Jean de la Fontaine y Jean-Philippe Rameau.

## Obras
Entre las mejores y más conocidas obras de Jean-Jacques Caffieri se incluyen las siguientes:
- Esculturas de Caffieri[2]
- Busto del conde de Muy (Louis Nicolas Victor de Félix d'Ollières) por Jean-Jacques Caffieri en el Metropolitan Museum de Arte en Nueva York (1776)[3]
- Busto del Doctor Borie, (1767), terracota, Museo de Artes Décorativas, París
- Busto del pintor Jean Restout "le jeune"

Fue admitido en la como Académico de Francia con la escultura de un río, que se conserva en el Louvre.
La estatua de Pierre Corneille en mármol, fue presentada en el Salón de 1779, y se conserva en el Museo del Louvre en París
Entre las esculturas en mármol de Jean Jacques Caffieri destaca el retrato de Jean-Baptiste Poquelin, mejor conocido como Molière (1622-1673). Esta pieza de mármol blanco, fue expuesta en el Salón de 1787 y actualmente se conserva en el Museo del Louvre de París.
Algunas de sus esculturas se conservan en la Colección del Museo Calouste Gulbenkian de Lisboa, Portugal.
Caffieri también participó en la decoración escultórica del Hotel de la Moneda de París.

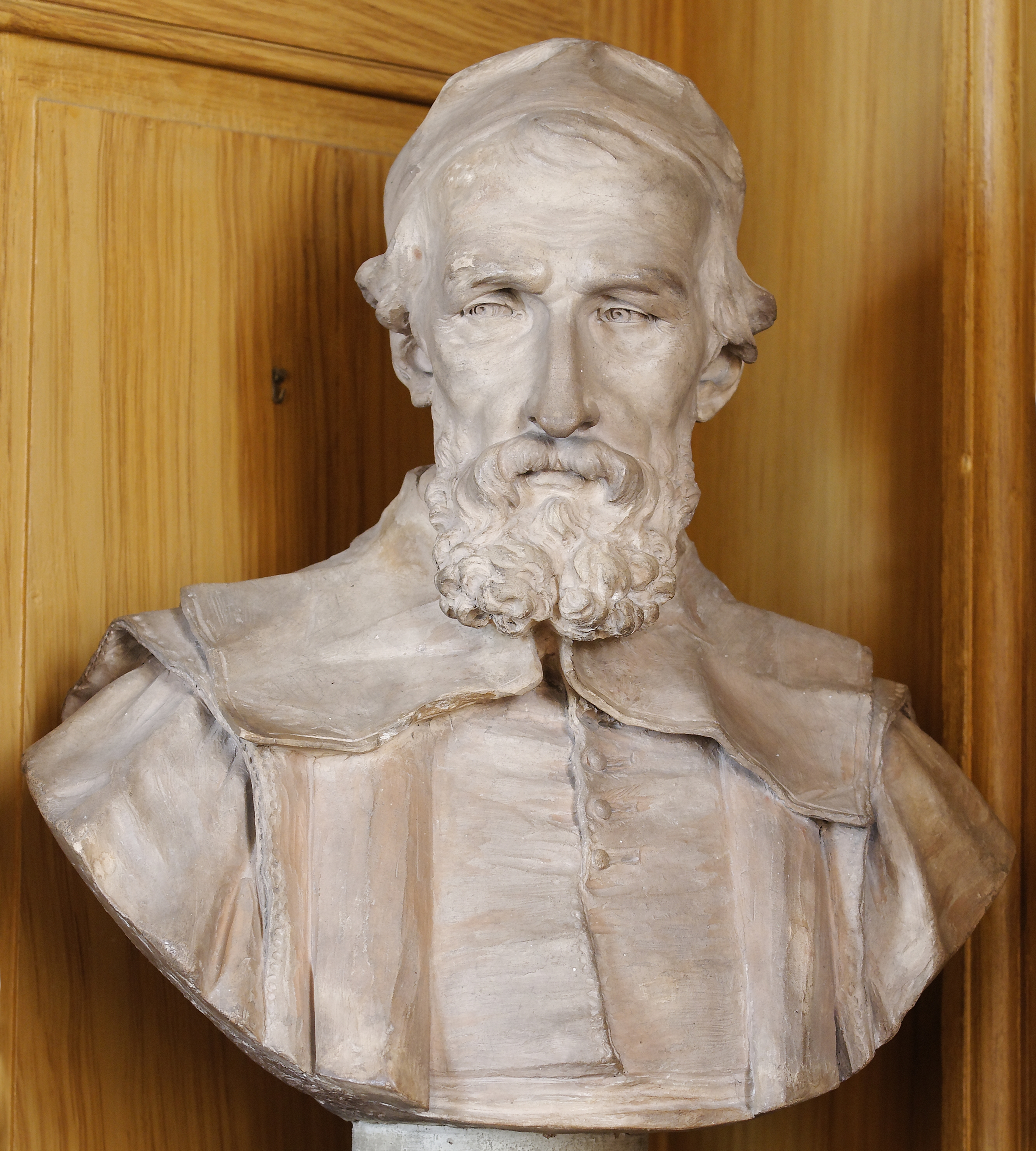
Busto de Nicolas Fabri en la Biblioteca Mazarino de París
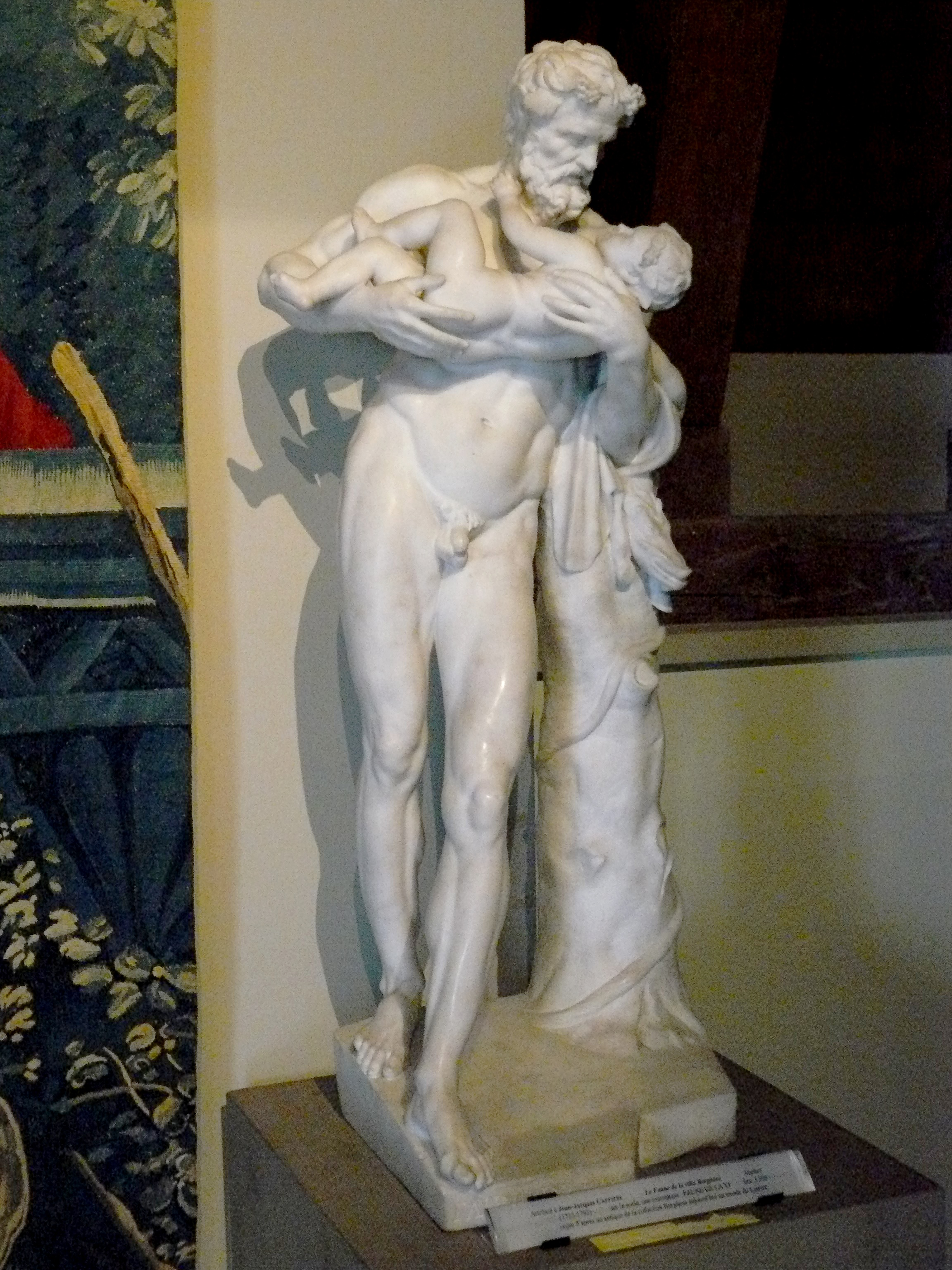
Fauno Borguese, realizado en Roma, reducción del original de Villa Borguese
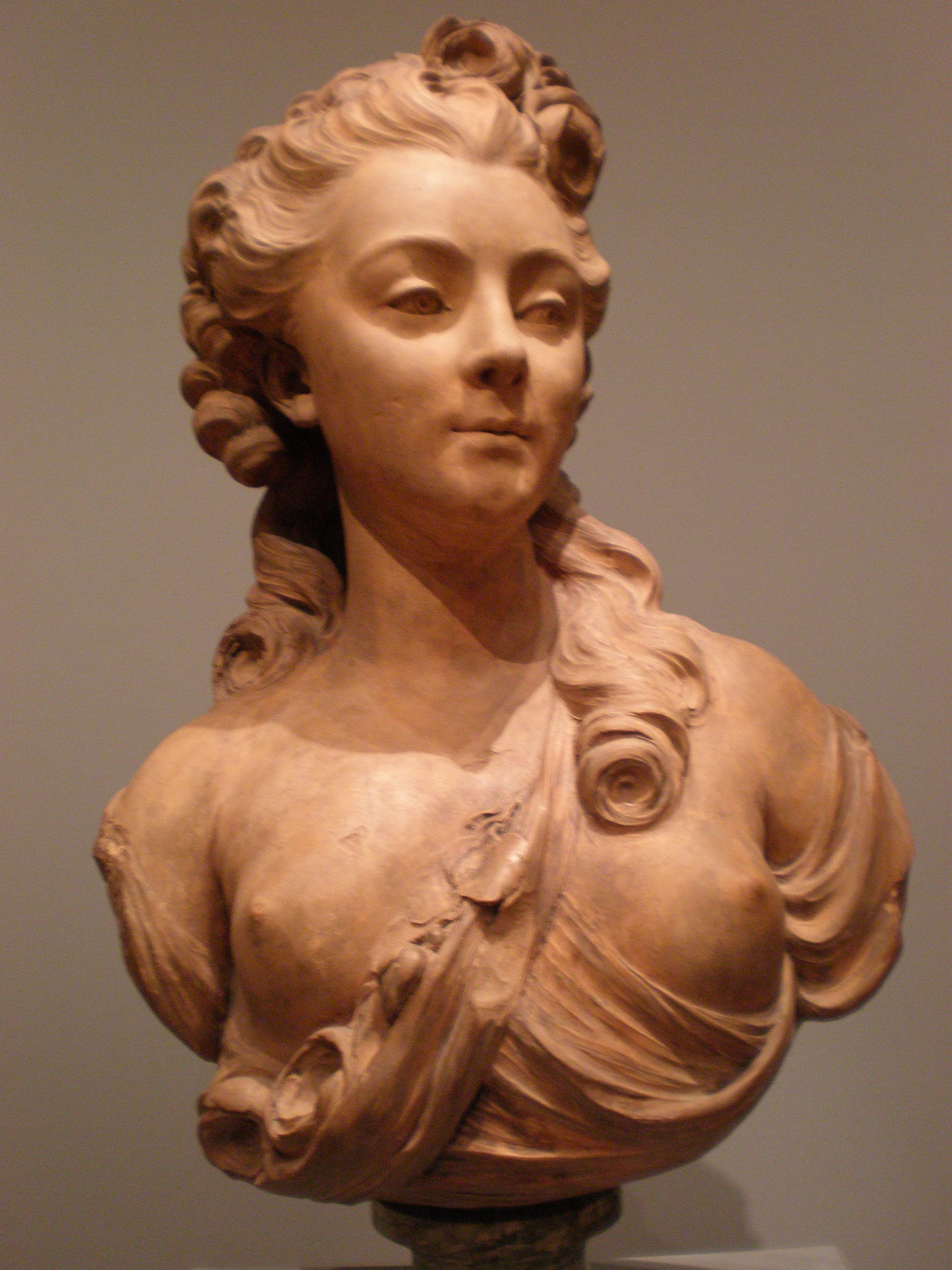
Busto retrato de una joven
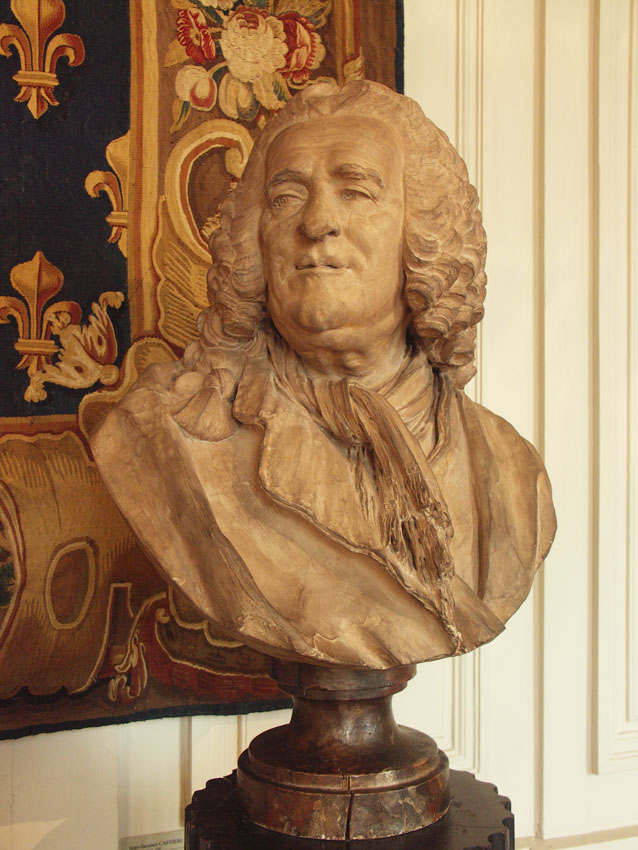
Busto de Alexis Piron, en el Museo de Bellas artes de Dijon
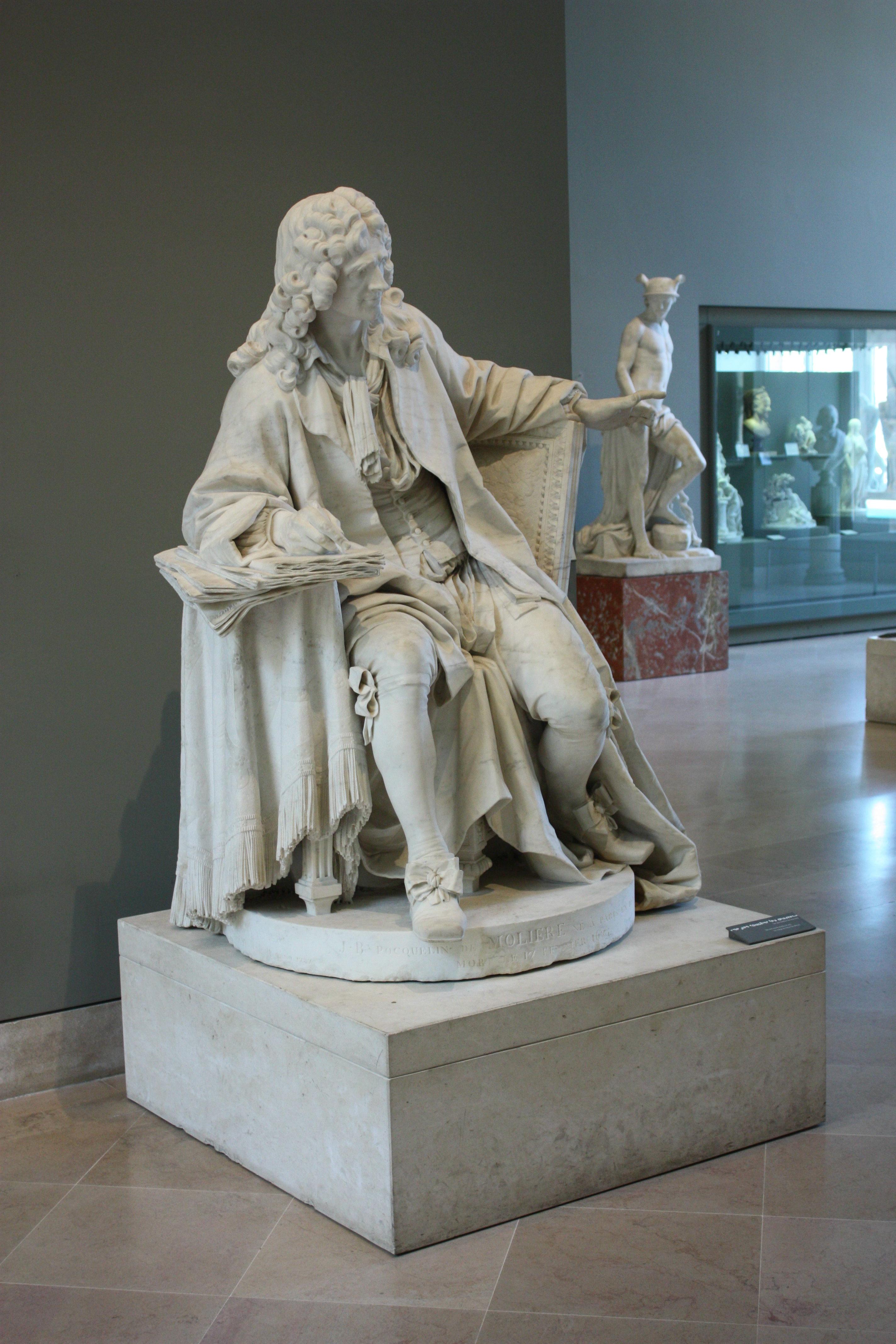
Retrato de Molière, h. 1787, Louvre
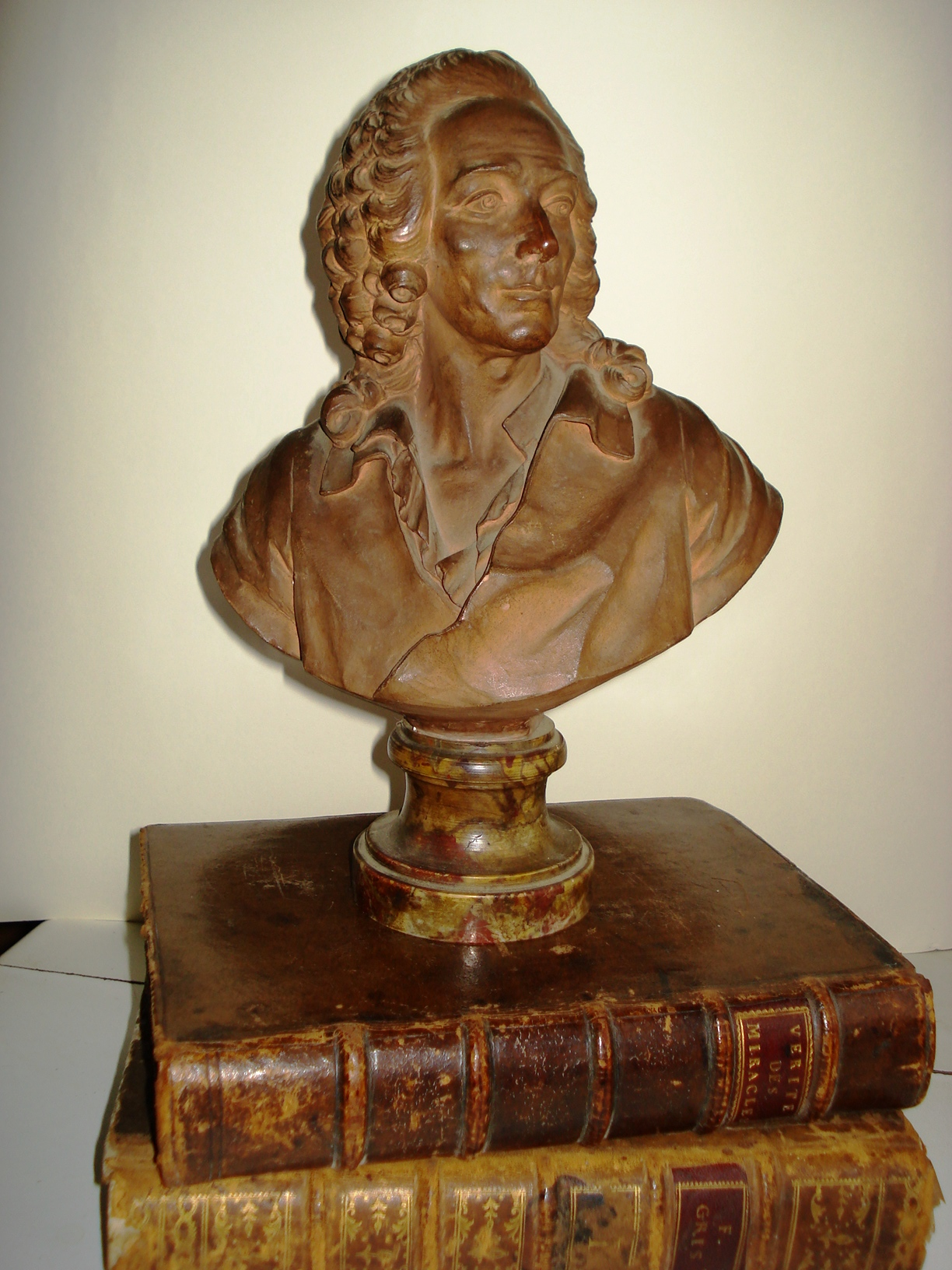
Busto de Jean Restout el Joven